# Habrocestum luculentum
Habrocestum luculentum är en spindelart som beskrevs av George William Peckham och Elizabeth Maria Gifford Peckham 1903. Habrocestum luculentum ingår i släktet Habrocestum och familjen hoppspindlar. Inga underarter finns listade i Catalogue of Life.